# Glycyphana petrovitzi
Glycyphana petrovitzi är en skalbaggsart som beskrevs av Miksic 1968. Glycyphana petrovitzi ingår i släktet Glycyphana och familjen Cetoniidae. Inga underarter finns listade i Catalogue of Life.